# The great stink
The great stink (literalmente: El gran hedor) es el 136.º episodio de la serie de televisión norteamericana Gilmore Girls.

## Resumen del episodio
Logan sorprende a Rory cuando se aparece en la ciudad debido a que debe hacer algunos negocios, y le prepara una cena romántica en medio de un firmamento lleno de estrellas. Después, Logan lleva a Rory para cenar a un elegante restaurante, sin embargo ella se sorprende cuando al llegar, ya están otros compañeros de trabajo de Logan. Rory le explica a su novio que ella quería tener una cena solamente con él. 
Por otra parte, Christopher le comunica a Lorelai que Sherry le ha escrito desde París y le dice que quiere que GG la visite por algún tiempo, entonces él decide enviar a la empleada de 25 años con su hija a Francia. Sin embargo, Lorelai le recomienda a Christopher que sería mejor que él vaya con su hija; y 
En tanto, Stars Hollow queda inundada con un insoportable hedor cuando un tren que llevaba pepinillos incurtidos se descarrila. Como Lorelai no quiere ir a la reunión del pueblo para no verse con Luke, Sookie y Michel van por ella. Ante la negativa de Taylor de pagar por la limpieza, el pueblo le da la contra y él debe acceder. 
Finalmente, Lorelai y Christopher asisten juntos a la cena del viernes, para alegría de Emily y Richard, y en medio de las conversaciones que ellos tienen sobre su hija y Christopher, él decide ir con Lorelai a París, poco antes de que llegue Rory.

## Errores
- Los libros que Rory tenía en la mano cuando sube a la azotea desaparecen de pronto.
- Mientras Lorelai y Christopher hablan en el parque varias personas pasan detrás de ellos desapareciendo antes de terminar de hacerlo, incluyendo a una señora con un carrito de bebé.
- Christopher afirma que GG tiene 4 años, sin embargo ella nació en el invierno de la tercera temporada, por tanto aún no cumple 4 años.
- Richard tira su servilleta dos veces antes de ir a ver las fotos de Emily en la estación de policía.
- En la cena de Logan con sus compañeros y Rory, una mujer pasa dos veces detrás de ellos en el mismo sentido y con solo 1 segundo de diferencia.

- Datos: Q11704446